# Meeraner SV
Der Meeraner Sportverein (SV) ist ein deutscher Sportverein, der seinen Sitz in der Stadt Meerane (Sachsen) hat und lediglich Fußball betreibt.

## Geschichte

### Vor 1945
Der Meeraner SV hat seine Wurzeln in der Sportvereinigung (SpVgg) Meerane 07, die nach dem Ersten Weltkrieg durch Zusammenschluss mehrerer Meeraner Sportvereine entstand. Bekanntester Fußballspieler der SpVgg war der in Meerane geborene spätere Nationalspieler Richard Hofmann. Er begann als Jugendlicher bei der SpVgg und errang später mit der Mannschaft drei der vier Meistertitel, die Meerane zwischen 1925 und 1930 in der Gauliga Westsachsen innerhalb des Verbandes Mitteldeutscher Ballspiel-Vereine (VMBV) errang. Nachdem Hofmann bereits vier Länderspiele bestritten hatte, wechselte er 1928 zum Dresdner SC, wo er deutscher Meister und Pokalsieger wurde. Nach der Machtübernahme der Nationalsozialisten 1933 wurde der VMBV und die anderen Regionalverbände aufgelöst und als oberste Spielklasse 16 Gauligen eingeführt. Meerane qualifizierte sich nicht für die oberste Gauliga Sachsen, spielte jedoch ab 1933 in der zweitklassigen Fußball-Bezirksklasse Plauen-Zwickau.

### SBZ/DDR

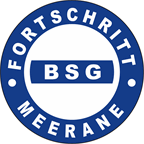
Historisches Logo (1951–1990)

Nach dem Zweiten Weltkrieg wurden in Deutschland alle Sportvereine aufgelöst, ab 1946 konnte in lose organisierten Sportgemeinschaften (SG) zunächst regional beschränkte Wettkämpfe durchgeführt werden. In Meerane schlossen sich Fußballspieler in der SG Einheit Meerane zusammen, die sich ab 1947 an den regionalen Meisterschaften in Sachsen beteiligte. Als Glauchauer Kreismeister qualifizierten sie sich für das sächsische Viertelfinale, in dem sie die SG Motor Gohlis-Nord mit 1:0 besiegten. Die Meisterschaft wurde nur bis zum Halbfinale fortgesetzt, in dem die sächsischen Teilnehmer für die 1. Ostzonenmeisterschaft ermittelt wurden. Die SG Einheit qualifizierte sich mit einem 3:1-Sieg über die SG Dresden-Friedrichstadt. In der Ostzonenmeisterschaft bestritten die Meeraner drei Spiele und erreichten das Halbfinale, wo sie gegen die SG Freiimfeld Halle mit 2:5 verloren. Bester Meeraner Torschütze wurde Wolfram Starke mit vier Treffern. 1949 wurde Einheit Meerane sächsischer Vizemeister und war damit erneut für die Ostzonenmeisterschaft 1949 startberechtigt. Nach einem 3:2-Sieg über die SG Babelsberg kamen die Meeraner wieder in das Halbfinale, wo sie diesmal Fortuna Erfurt in der Verlängerung mit 3:4 unterlagen. Mit seinen drei Toren war Starke wieder bester Meeraner Torschütze.
Am 27. August 1949 wurde die Sportgemeinschaft Einheit unter Einschluss weiterer Meeraner Sportgemeinschaften in eine Betriebssportgemeinschaft (BSG) gleichen Namens umgewandelt. Dadurch kamen neben dem Fußball im Laufe der Zeit weitere Sportsektionen wie Leichtathletik, Reiten, Schwimmen, Tischtennis und Turnen hinzu. Am 23. Februar 1951 erfolgte eine Umbenennung unter Bezugnahme auf den Trägerbetrieb VEB Segeltuch-Industrie Meerane (später VEB Technische Textilien) in BSG Fortschritt. Durch die Teilnahme an der Ostzonenmeisterschaft 1949 waren die Fußballer der BSG Einheit für die 1949/50 erstmals ausgetragenen Ostzonen-Fußballliga (ab 1950 DDR-Oberliga) qualifiziert. Bis 1955 war die Meeraner BSG bei fünf Spielzeiten in der Zonen-/Oberliga vertreten, unterbrochen durch die Saison 1952/53 durch den Oberligaabstieg 1952. Ihre letzte Oberligaspielzeit 1954/55 beendete die BSG Fortschritt abgeschlagen als Tabellenletzter mit nur fünf Siegen, drei Unentschieden aber 18 Niederlagen und einem Torverhältnis von 31:58. Zu den auffälligsten Spielern aus der Oberligazeit gehören Wolfgang Lichtenstein und Wolfgang Starke, die mit jeweils 131 Einsätzen die meisten Oberligaspiele bestritten und mit 40 (Starke) bzw. 33 (Lichtenstein) Treffern die meisten Tore erzielten.
| Rekord-Oberligaspieler | Rekord-Oberligaspieler | Rekord-Oberligaspieler |
| ---------------------- | ---------------------- | ---------------------- |
| Spieler                | Einsätze               | Zeitraum               |
| Wolfgang Lichtenstein  | 131                    | 1949–55                |
| Wolfram Starke         | 131                    | 1949–55                |
| Rudolf Baumgart        | 115                    | 1949–55                |
| Gerhard Kraitzek       | 115                    | 1950–55                |
| Gerhard Engelmann      | 105                    | 1949–55                |
| Manfred Czaja          | 102                    | 1950–55                |
| Hugo Goethe            | 080                    | 1949–54                |
| Rudolf Päßler          | 072                    | 1949–54                |
| Dieter Löschner        | 068                    | 1951–55                |
| Heinz Thate            | 068                    | 1951–55                |
| Fritz Riedel           | 067                    | 1951–55                |
| Rudolf Ploch           | 064                    | 1949–52                |

+ Von 1955 bis 1960 spielte Meerane sechs Spielzeiten in der eingleisigen DDR-Liga. Gleich 1955 wurde der 1. Platz erreicht, der aufgrund der einfachen Übergangsrunde – Einführung der Spiele im Kalenderjahr – nicht zum Aufstieg in die Oberliga berechtigte. Danach wurden in der Reihenfolge die Plätze 4., 7., 6. und 11. belegt. 1960 bedeutete der 14. Platz und 2 Punkte den Abstieg in die 2. DDR-Liga. 1961/62 wurde aufgrund der Rückkehr zum Jahresübergreifenden System drei Serien gespielt. Meerane konnte in der Staffel 4 mit dem 14. u. letzten Platz einen weiteren Abstieg nicht vermeiden.
Über die Bezirksliga (drittklassig nach Wegfall der 2. DDR-Liga) erfolgte 1963 ein weiterer Abstieg bis in die nun viertklassige Bezirksklasse Karl-Marx-Stadt. Erst 1967 kehrte die BSG Fortschritt in die drittklassige Bezirksliga zurück, um danach ständig zwischen dritter und vierter Spielklasse zu pendeln. In der letzten Spielzeit des DDR-Fußball-Spielbetriebes 1989/90 erreichten die Meeraner Fußballer Platz vier in der Bezirksklasse. Im Nachwuchs der BSG Fortschritt starteten Bernd und Werner Krauß ihre erfolgreiche Karriere, bei der beide später mit dem FC Carl Zeiss Jena DDR-Meister wurden.

### Seit 1990
Noch im Laufe der Saison 1989/90 brach infolge der veränderten wirtschaftlichen Verhältnisse in der DDR durch die politische Wende das System der Betriebssportgemeinschaften zusammen. Der VEB Technische Textilien Meerane stellte die finanzielle und logistische Unterstützung für die BSG Fortschritt ein, sodass man gezwungen war, die BSG in einen eingetragenen Verein nach bundesdeutschem Recht umzustrukturieren. Unter Bezugnahme auf die 1907 gegründeten Sportvereinigung wurde der „Meeraner Sportverein 07“ ins Leben gerufen. Dieser konzentrierte sich in der Folgezeit auf den Fußball, ohne bisher wieder den höherklassigen Bereich zu erreichen. In der Saison 2000/01 erreichte der Meeraner SV für eine Spielzeit mit dem Aufstieg in die sechstklassige Bezirksliga Chemnitz den größten Erfolg. Danach ging es bis in die neuntklassige Kreisoberliga Westsachsen hinunter, in der Meerane zwischen 2016 und 2018 spielte. Aktuell tritt die Erste Mannschaft in der siebtklassigen Landesklasse an (Stand 2023).

## Stadion
Der Meeraner SV nutzt das im Nordwesten der Stadt gelegene Richard-Hofmann-Stadion. Es bietet 8000 Zuschauern Platz, verfügt über Zuschauertraversen auf der Nord- und Südseite, eine Laufbahn und einen Nebenplatz mit Kunstrasen. Nachdem bis 1956 die Fußballern den Karl Liebknecht-Sportplatz (ehemals Roter Hügel) genutzt hatten, wurde 1956, ein Jahr nach dem endgültigen Oberliga-Abstieg der Fußballmannschaft der BSG Fortschritt, im Rahmen des Nationalen Aufbauwerkes ein neues Stadion fertiggestellt. Zum Einweihungsspiel am 5. Juni 1956 gegen den DDR-Liga-Konkurrenten Chemie Glauchau kam 20.000 Zuschauer, ein nie gebrochener Rekord. Die Sportstätte trug zunächst den Namen „Stadion der Freundschaft“ und wurde 1991 in „Richard-Hofmann-Stadion“ umbenannt.